# WION (korfbalvereniging)
RKC WION staat voor Rotterdamse Korfbal Club Wij Is Onze Naam. De vereniging is gevestigd in de wijk Ommoord in Rotterdam.

## Geschiedenis
RKC WION is opgericht op 1 november 1933 onder de naam “WIJ”. Deze naam moest in de oorlogsjaren '40–'45 worden veranderd, waarna er werd gekozen voor Wij Is Onze Naam(WION). Vanaf begin 1941 speelt WION op het sportcomplex aan het Lange Pad in Crooswijk, in welke wijk  WION veel leden had.
Al in 1953 begon WION nieuwe jonge leden te werven door het organiseren van schoolkorfbal in Crooswijk en Kralingen.
Toen de wijk Ommoord werd gebouwd verhuisde WION rond 1972 naar de Robert Kochplaats in Ommoord. Na eerst in een grote houten keet te hebben gezeten, werd in 1976 een nieuwe kantine gebouwd, die in 1977 in gebruik werd genomen.
In 1990 fuseerde de club met Kwiek. De clubnaam bleef WION. Op 2 april 1991 wordt er gestart met G-korfbal, korfbal voor gehandicapten.

WION is daarmee de eerste vereniging in Nederland die verstandelijk gehandicapten korfbal aanbiedt. In 1996 heeft het Koninklijk Nederlands Korfbalverbond (KNKV) G-korfbal erkend en opgenomen in de landelijke reguliere competitie. Anno 2020 beschikken 41 korfbalverenigingen over een G-team, het totale aantal Nederlandse G-leden wordt geschat op 600.
Toen er sprake was van de sluiting van de Terbreggehal (Voorheen Ommoordhal) werden er bij WION plannen gemaakt voor een eigen sporthal op het sportcomplex aan de Robert Kochplaats.
Eind 1997 werd de eerste paal geslagen voor de een eigen sporthal van WION, die in 1998 in gebruik werd genomen. Met de tevens de aanleg van twee kunstgrasvelden beschikt WION over een uitstekende en moderne sportaccommodatie. Sinds de opening van de hal is de hoofdingang aan de Max Planckplaats 300. 
Op 27 september 2011 werd de kantine van WION door brand verwoest, waardoor niueuwbouw noodzakelijk werd. De nieuwbouw kon aan het begin van het seizoen 2012-2013 in gebruik worden genomen.
Sinds 11 maart 2014 is WION Sportplus-vereniging. Een predicaat dat werd verworven voor de maatschappelijke activiteiten die de vereniging organiseert. Naast Korfbal zijn er bij WION namelijk ook andere activiteiten: G-korfbal, Kombifit, Senioren Sportief, Tennis en Kangoeroe Klup. Ook staat het WION-complex, als Sportpunt WION, open voor allerlei andere sporten en activiteiten (zie Sportpunt WION)

## Sportplusvereniging
RKC WION is sinds 11 maart 2014 een Sportplus vereniging.
Sportplusverenigingen vertalen hun ‘plus’ in de vorm van inzet op maatschappelijke terreinen als onderwijs, gezondheid, veiligheid, werk/re-integratie en participatie.
RKC WION ontwikkelt zich tot een sociaal-maatschappelijke partner in de Rotterdamse wijk Ommoord. De club heeft namelijk naast het reguliere korfbal ook sportaanbod voor mensen met een verstandelijke beperking, het zogenaamde G-korfbal. Daarnaast verzorgt RKC WION de Kangoeroe Klup, Kombifit, Tennis en sport- en beweeglessen voor ouderen (Senioren Sportief).